# Tappeh Yazdān
Tappeh Yazdān (persiska: تپّه یزدان) är en ort i Iran.   Den ligger i provinsen Hamadan, i den nordvästra delen av landet, 300 km väster om huvudstaden Teheran. Tappeh Yazdān ligger 1 478 meter över havet och antalet invånare är 120.
Terrängen runt Tappeh Yazdān är huvudsakligen kuperad, men österut är den platt.Runt Tappeh Yazdān är det ganska tätbefolkat, med 93 invånare per kvadratkilometer. Närmaste större samhälle är Kangāvar, 19,3 km norr om Tappeh Yazdān. Trakten runt Tappeh Yazdān består i huvudsak av gräsmarker.